# Juozas Imbrasas
Juozas Imbrasas (Ukmergė, 8 januari 1941) is een Litouws politicus actief binnen de partij Tvarka ir teisingumas (Orde en Recht).
Hij studeerde civiele techniek aan de Technische Universiteit van Kaunas, waar hij in 1967 afstudeerde en aansluitend drie jaar onderzoek deed. Na een aantal jobs in de bouwsector werd hij in 1972 ambtenaar, voor opeenvolgend de civiele infrastructuur, de publieke bos- en papierindustrie en de gemeentelijke huisvestingsmaatschappij van de Litouwse hoofdstad Vilnius.
In 1995 werd hij lid van Tėvynės Sąjunga. Hij was voor die partij van 1997 tot 1999 waarnemend burgemeester in de plaats van Rolandas Paksas en van juni 1999 tot april 2000 burgemeester van Vilnius als opvolger van Paksas.
In 2002 volgde hij Rolandas Paksas naar de nieuw opgerichte partij Liberalų demokratų partija, waarvan de naam in 2006 werd gewijzigd in Orde en Recht.
Na de gemeenteraadsverkiezingen van 2007 trad de partij toe tot het stadsbestuur en werd Imbrasas nogmaals van 16 april 2007 tot 11 februari 2009 burgemeester van Vilnius. In 2009 werd hij door een wisselmeerderheid in de gemeenteraad na wanbeheer uit zijn functie gezet.
Van 2009 tot 2014 was Imbrasas lid van het Europees Parlement als fractielid van Europa van Vrijheid en Democratie. Hij was commissielid van Vervoer en toerisme en plaatsvervangend lid van de commissie Regionale ontwikkeling.